# Collegio di Rutherglen and Hamilton West
Rutherglen and Hamilton West è stato un collegio elettorale scozzese della Camera dei comuni del Parlamento del Regno Unito. Eleggeva un membro del Parlamento con il sistema maggioritario a turno unico; il collegio è stato abolito in occasione della revisione del 2024, perdendo la parte di Hamilton West. È stato pertanto sostituito dal nuovo Rutherglen.

## Estensione
Il collegio di Rutherglen and Hamilton West copriva parte dell'area del consiglio del Lanarkshire Meridionale; il resto era coperto dal collegio di Dumfriesshire, Clydesdale and Tweeddale, da quello di East Kilbride, Strathaven and Lesmahagow e da quello di Lanark and Hamilton East. Il collegio di Dumfriesshire, Clydesdale and Tweeddale comprendeva anche parte del Dumfries e Galloway, e parte degli Scottish Borders.
I termini del nome Rutherglen and Hamilton West facevano riferimento alla città di Rutherglen e alla parte occidentale della città di Hamilton.

## Membri del Parlamento
| Elezione | Elezione     | Deputato                                    | Partito                                     |
| -------- | ------------ | ------------------------------------------- | ------------------------------------------- |
|          | 2005         | Tommy McAvoy                                | Laburista Co-Op                             |
| 2010     | Tom Greatrex | Laburista Co-Op                             |                                             |
|          | 2015         | Margaret Ferrier                            | SNP                                         |
|          | 2017         | Gerard Killen                               | Laburista Co-Op                             |
|          | 2019         | Margaret Ferrier                            | SNP                                         |
|          | 2020         | Margaret Ferrier                            | Indipendente                                |
|          | 2023 (S)     | Michael Shanks                              | Laburista                                   |
|          | 2024         | Collegio abolito e sostituito da Rutherglen | Collegio abolito e sostituito da Rutherglen |

## Risultati elettorali

### Elezioni negli anni 2020
| Partito                    | Partito                                  | Candidato                  | Risultati 5 ottobre 2023 | Risultati 5 ottobre 2023 |
| Partito                    | Partito                                  | Candidato                  | Voti                     | %                        |
| -------------------------- | ---------------------------------------- | -------------------------- | ------------------------ | ------------------------ |
|                            | Laburista                                | Michael Shanks             | 17 845                   | 58,55                    |
|                            | SNP                                      | Katy Loudon                | 8 399                    | 27,56                    |
|                            | Conservatore                             | Thomas Kerr                | 1 192                    | 3,91                     |
|                            | Lib Dem                                  | Gloria Adebo               | 895                      | 2,94                     |
|                            | Verdi                                    | Cameron Eadie              | 601                      | 1,97                     |
|                            | Reform UK                                | David Stark                | 403                      | 1,32                     |
|                            | Famiglie Scozzesi                        | Niall Fraser               | 319                      | 1,05                     |
|                            | Socialista Scozzese                      | Bill Bonnar                | 271                      | 0,89                     |
|                            | Independence for Scotland                | Colette Walker             | 207                      | 0,68                     |
|                            | TUSC                                     | Christopher Sermanni       | 178                      | 0,58                     |
|                            | Indipendente                             | Andrew Daly                | 81                       | 0,27                     |
|                            | Volt UK                                  | Ewan Hoyle                 | 48                       | 0,16                     |
|                            | —                                        | Prince Ankit Love          | 34                       | 0,11                     |
|                            | —                                        | Garry Cooke                | 6                        | 0,02                     |
|                            |                                          |                            |                          |                          |
| Iscritti                   | Iscritti                                 | Iscritti                   | 82 072                   | 100,00                   |
| ↳ Votanti (% su iscritti)  | ↳ Votanti (% su iscritti)                | ↳ Votanti (% su iscritti)  | 30 531                   | 37,20                    |
| ↳ Astenuti (% su iscritti) | ↳ Astenuti (% su iscritti)               | ↳ Astenuti (% su iscritti) | 51 541                   | 62,80                    |
|                            |                                          |                            |                          |                          |
|                            | Esito: collegio passa da SNP a Laburista |                            |                          |                          |

### Elezioni negli anni 2010
| Partito                    | Partito                                        | Candidato                  | Risultati 12 dicembre 2019 | Risultati 12 dicembre 2019 |
| Partito                    | Partito                                        | Candidato                  | Voti                       | %                          |
| -------------------------- | ---------------------------------------------- | -------------------------- | -------------------------- | -------------------------- |
|                            | SNP                                            | Margaret Ferrier           | 23 775                     | 44,20                      |
|                            | Laburista Co-Op                                | Gerard Killen              | 18 545                     | 34,47                      |
|                            | Conservatore                                   | Lynne Nailon               | 8 054                      | 14,97                      |
|                            | Lib Dem                                        | Mark McGeever              | 2 791                      | 5,19                       |
|                            | UKIP                                           | Janice MacKay              | 629                        | 1,17                       |
|                            |                                                |                            |                            |                            |
| Iscritti                   | Iscritti                                       | Iscritti                   | 80 918                     | 100,00                     |
| ↳ Votanti (% su iscritti)  | ↳ Votanti (% su iscritti)                      | ↳ Votanti (% su iscritti)  | 53 794                     | 66,48                      |
| ↳ Astenuti (% su iscritti) | ↳ Astenuti (% su iscritti)                     | ↳ Astenuti (% su iscritti) | 27 124                     | 33,52                      |
|                            |                                                |                            |                            |                            |
|                            | Esito: collegio passa da Laburista Co-Op a SNP |                            |                            |                            |

| Partito                    | Partito                                        | Candidato                  | Risultati 8 giugno 2017 | Risultati 8 giugno 2017 |
| Partito                    | Partito                                        | Candidato                  | Voti                    | %                       |
| -------------------------- | ---------------------------------------------- | -------------------------- | ----------------------- | ----------------------- |
|                            | Laburista Co-Op                                | Gerard Killen              | 19 101                  | 37,55                   |
|                            | SNP                                            | Margaret Ferrier           | 18 836                  | 37,03                   |
|                            | Conservatore                                   | Ann Le Blond               | 9 941                   | 19,54                   |
|                            | Lib Dem                                        | Robert Brown               | 2 158                   | 4,24                    |
|                            | UKIP                                           | Caroline Santos            | 465                     | 0,91                    |
|                            | Indipendente                                   | Andy Dixon                 | 371                     | 0,73                    |
|                            |                                                |                            |                         |                         |
| Iscritti                   | Iscritti                                       | Iscritti                   | 80 113                  | 100,00                  |
| ↳ Votanti (% su iscritti)  | ↳ Votanti (% su iscritti)                      | ↳ Votanti (% su iscritti)  | 50 872                  | 63,50                   |
| ↳ Astenuti (% su iscritti) | ↳ Astenuti (% su iscritti)                     | ↳ Astenuti (% su iscritti) | 29 241                  | 36,50                   |
|                            |                                                |                            |                         |                         |
|                            | Esito: collegio passa da SNP a Laburista Co-Op |                            |                         |                         |

| Partito                    | Partito                                  | Candidato                  | Risultati 7 maggio 2015 | Risultati 7 maggio 2015 |
| Partito                    | Partito                                  | Candidato                  | Voti                    | %                       |
| -------------------------- | ---------------------------------------- | -------------------------- | ----------------------- | ----------------------- |
|                            | SNP                                      | Margaret Ferrier           | 30 279                  | 52,55                   |
|                            | Laburista Co-Op                          | Tom Greatrex               | 20 304                  | 35,24                   |
|                            | Conservatore                             | Taylor Muir                | 4 350                   | 7,55                    |
|                            | UKIP                                     | Janice Mackay              | 1 301                   | 2,26                    |
|                            | Lib Dem                                  | Tony Hughes                | 1 045                   | 1,81                    |
|                            | CISTA                                    | Yvonne Maclean             | 336                     | 0,58                    |
|                            |                                          |                            |                         |                         |
| Iscritti                   | Iscritti                                 | Iscritti                   | 82 780                  | 100,00                  |
| ↳ Votanti (% su iscritti)  | ↳ Votanti (% su iscritti)                | ↳ Votanti (% su iscritti)  | 57 615                  | 69,60                   |
| ↳ Astenuti (% su iscritti) | ↳ Astenuti (% su iscritti)               | ↳ Astenuti (% su iscritti) | 25 165                  | 30,40                   |
|                            |                                          |                            |                         |                         |
|                            | Esito: collegio passa da Laburista a SNP |                            |                         |                         |

| Partito                    | Partito                                      | Candidato                  | Risultati 6 maggio 2010 | Risultati 6 maggio 2010 |
| Partito                    | Partito                                      | Candidato                  | Voti                    | %                       |
| -------------------------- | -------------------------------------------- | -------------------------- | ----------------------- | ----------------------- |
|                            | Laburista Co-Op                              | Tom Greatrex               | 28 566                  | 60,80                   |
|                            | SNP                                          | Graeme Horne               | 7 564                   | 16,10                   |
|                            | Lib Dem                                      | Ian Robertson              | 5 636                   | 12,00                   |
|                            | Conservatore                                 | Malcolm Macaskill          | 4 540                   | 9,66                    |
|                            | UKIP                                         | Janice Murdoch             | 675                     | 1,44                    |
|                            |                                              |                            |                         |                         |
| Iscritti                   | Iscritti                                     | Iscritti                   | 76 391                  | 100,00                  |
| ↳ Votanti (% su iscritti)  | ↳ Votanti (% su iscritti)                    | ↳ Votanti (% su iscritti)  | 46 981                  | 61,50                   |
| ↳ Astenuti (% su iscritti) | ↳ Astenuti (% su iscritti)                   | ↳ Astenuti (% su iscritti) | 29 410                  | 38,50                   |
|                            |                                              |                            |                         |                         |
|                            | Esito: collegio confermato a Laburista Co-Op |                            |                         |                         |

### Elezioni negli anni 2000
| Partito                    | Partito                                            | Candidato                  | Risultati 5 maggio 2005 | Risultati 5 maggio 2005 |
| Partito                    | Partito                                            | Candidato                  | Voti                    | %                       |
| -------------------------- | -------------------------------------------------- | -------------------------- | ----------------------- | ----------------------- |
|                            | Laburista Co-Op                                    | Tommy McAvoy               | 24 054                  | 55,60                   |
|                            | Lib Dem                                            | Ian Robertson              | 7 942                   | 18,36                   |
|                            | SNP                                                | Margaret Park              | 6 023                   | 13,92                   |
|                            | Conservatore                                       | Peter Crerar               | 3 621                   | 8,37                    |
|                            | Socialista                                         | Bill Bonnar                | 1 164                   | 2,69                    |
|                            | UKIP                                               | Janice Murdoch             | 457                     | 1,06                    |
|                            |                                                    |                            |                         |                         |
| Iscritti                   | Iscritti                                           | Iscritti                   | 73 950                  | 100,00                  |
| ↳ Votanti (% su iscritti)  | ↳ Votanti (% su iscritti)                          | ↳ Votanti (% su iscritti)  | 43 261                  | 58,50                   |
| ↳ Astenuti (% su iscritti) | ↳ Astenuti (% su iscritti)                         | ↳ Astenuti (% su iscritti) | 30 689                  | 41,50                   |
|                            |                                                    |                            |                         |                         |
|                            | Esito: collegio a Laburista Co-Op (nuovo collegio) |                            |                         |                         |

## Risultati dei referendum

### Referendum sulla permanenza del Regno Unito nell'Unione europea del 2016
|        | Collegio                     | Lasciare UE % | Rimanere in UE % |
| ------ | ---------------------------- | ------------- | ---------------- |
|        | Rutherglen and Hamilton West | 37,3%         | 62,7%            |
| Scozia | 38,0%                        | 62,0%         |                  |
|        | Regno Unito                  | 51,9%         | 48,1%            |